# ویکو مجیسترتی

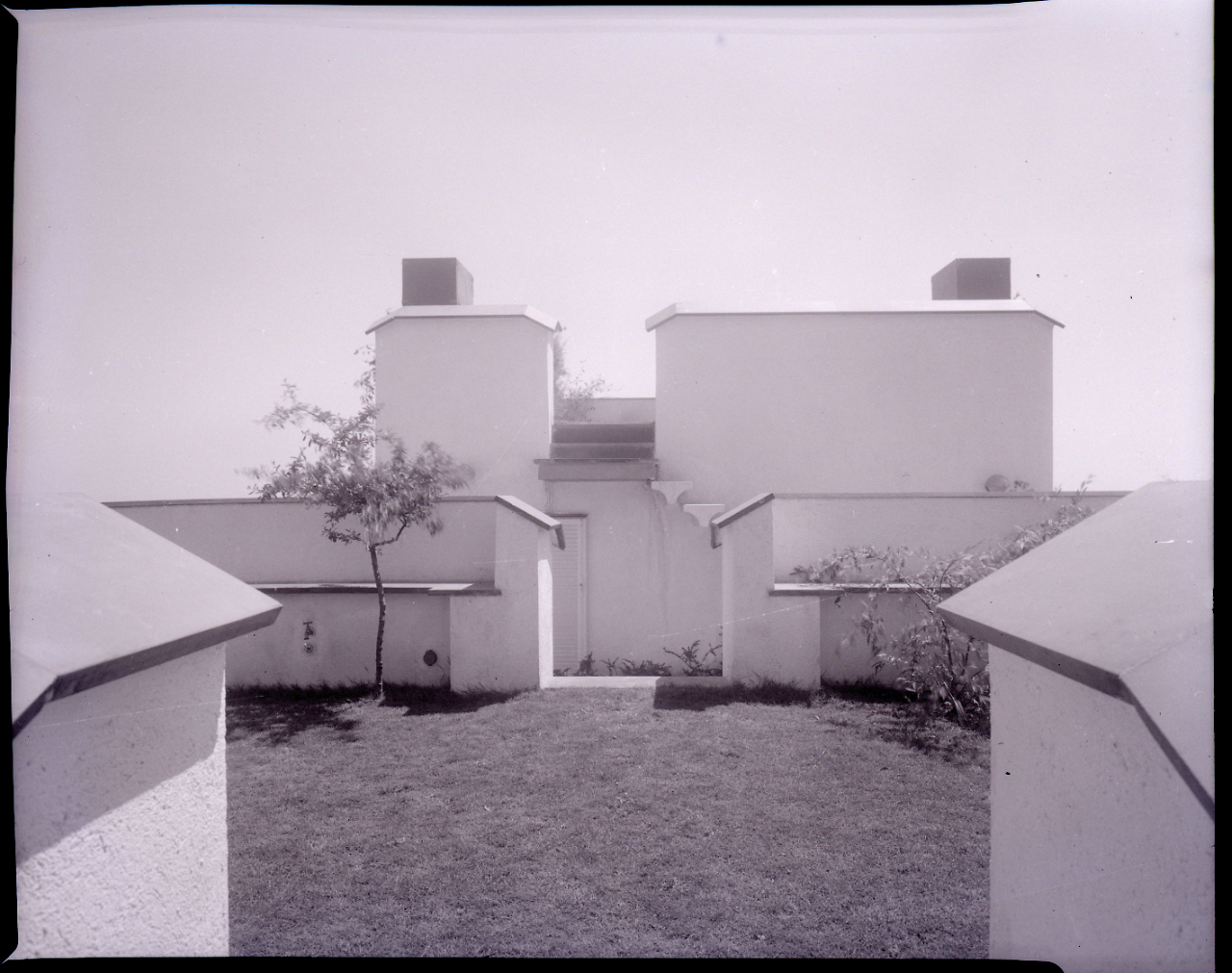
«ویلا آروزیو»، آرنزانو (۱۹۵۸ میلادی). عکس از: پائولو مونتی، ۱۹۵۹ میلادی

ویکو مجیسترتی (به ایتالیایی: Vico Magistretti)؛ (زادۀ ۶ اکتبر ۱۹۲۰ میلادی – درگذشتۀ ۱۹ سپتامبر ۲۰۰۶ میلادی) یک طراح صنعتی ایتالیایی بود که به عنوان طراح مبلمان و معمار شناخته می‌شد. یکی از اولین پروژه‌های مجیسترتی که با همکاری یک معمار اومانیست ارنستو ناتان راجرز بود، کلیسای مدور «شاعرانه» در محلۀ آزمایشی میلان کیوتی۸ بود. او بعداً لوازم و مبلمان تولید-انبوه را برای شرکت‌هایی مانند کاسینا اس.پی.ای. طراحی کرد و جوایز متعددی از جمله مدال طلای انجمن منشور هنرمندان و طراحان صنعتی در سال ۱۹۸۶ میلادی را به دست آورد.

## اوایل زندگی، تحصیل

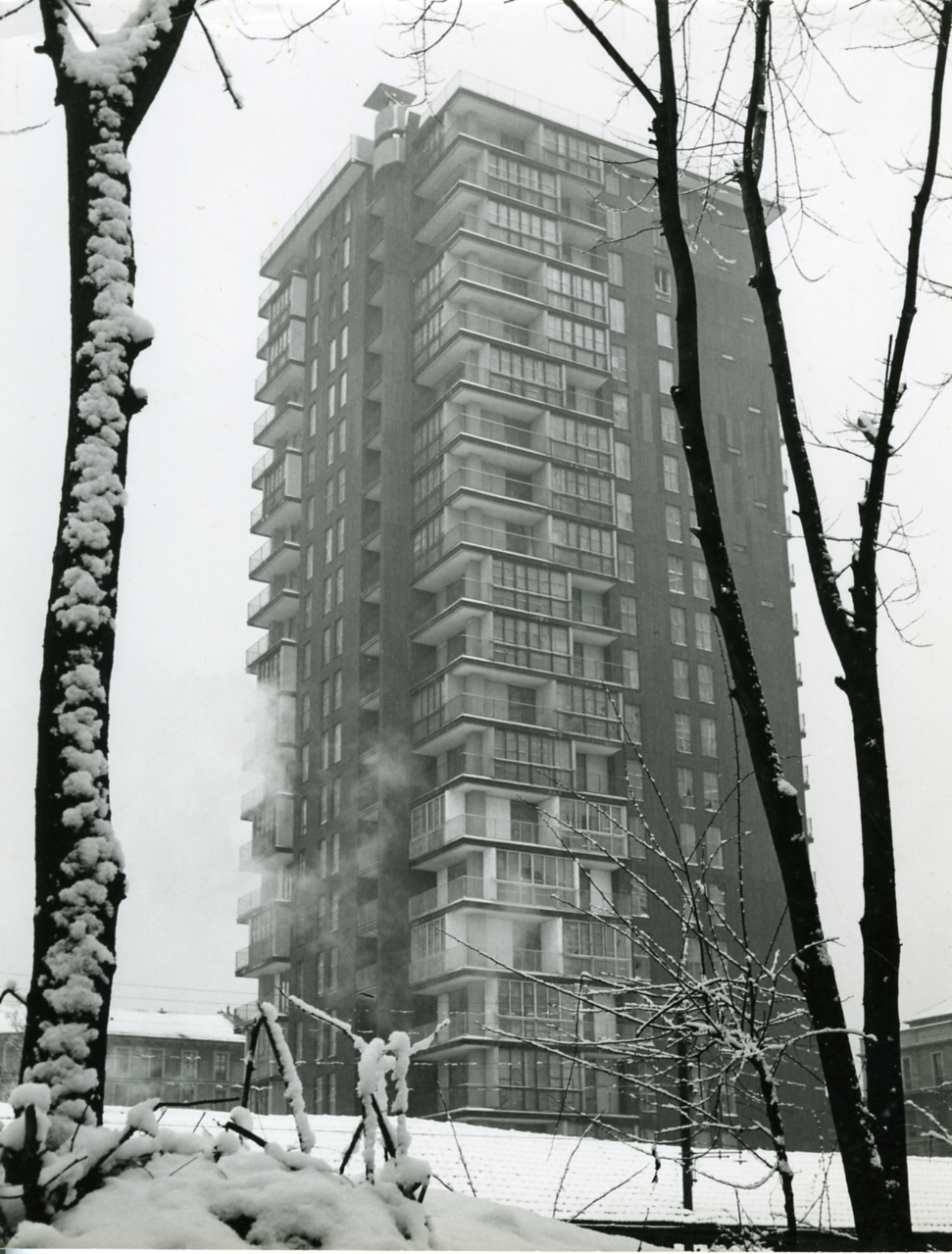
«توره دل پارکو» (برج پارک)، میلان (۵۶–۱۹۵۳ میلادی، با فرانکو لونگونی)؛ عکس از: پائولو مونتی

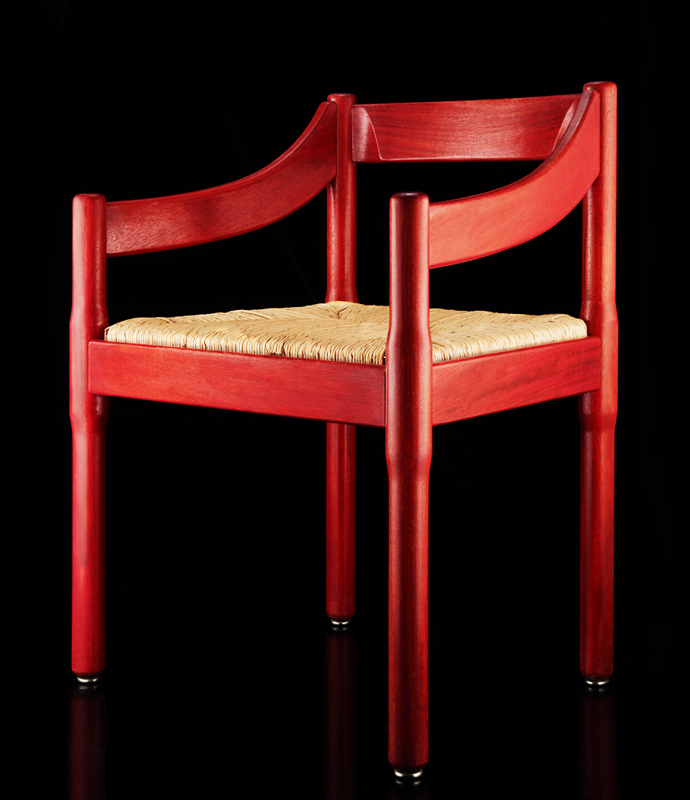
«صندلی کاریماته»، توسط ویکو مجیسترتی در سال ۱۹۵۹ میلادی طراحی و توسط کاسینا تولید شد

ویکو مجیسترتی در ۶ اکتبر ۱۹۲۰ میلادی در میلان ایتالیا به دنیا آمد. او فرزند یک معمار بود. در طول جنگ جهانی دوم، برای جلوگیری از تبعید به آلمان، در ۸ سپتامبر ۱۹۴۳ میلادی در طول خدمت سربازی خود ایتالیا را ترک کرد و به سوئیس رفت. زمانی که در کشور بود در دانشگاه محلی تدریس کرد و دوره‌هایی را در حوزه دانشگاه ایتالیایی در لوزان گذراند.
هنگامی که در سوئیس بود، ارنستو ناتان راجرز را ملاقات کرد که معلوم شد استاد او بود. به گفتۀ گاردین، «او به زودی تحت تاثیر معمار، ارنستو ناتان راجرز قرار گرفت، که ایده‌های اومانیستی او برای بازسازی ایتالیای پس از جنگ الهام‌بخش گروهی از روشنفکران بود. در آن زمان مجیسترتی در پروژه‌ای برای کار بر روی محلۀ تجربی خارق‌العاده‌ای در حاشیۀ میلان معروف به کیوتی۸، شرکت کرد. جایی که به گروهی از معماران و برنامه ریزان آزادی کامل داده شد. مجیسترتی کلیسای مدور «شاعرانه» خود را ساخت.»
او در سال ۱۹۴۵ میلادی به میلان بازگشت و در سال ۱۹۴۵ میلادی از دانشگاه پلی‌تکنیک میلان فارغ‌التحصیل شد.

## حرفهٔ تولیدی
پس از فارغ‌التحصیلی در شرکتی که پدرش پیر جولیو داشت، با معمار پائولو کسا کار کرد.
او ابتدا در طراحی شهری در میلان کار می‌کرد. در دههٔ ۱۹۵۰ میلادی او وارد عرصۀ تولید-انبوه مبلمان و چراغ شد. برخی از آن‌ها به اشیاء موزه‌ای تبدیل شدند. از جمله، او برای شرکت‌های چون: آرتماید، کاسینا، د پادووا، فلو، فریتز هانسن، کارتل و اسکیفینی کار کرد.
به گفتۀ گاردین: «اولین موفقیت بزرگ او با صندلی معروف جهانی کاریماته که توسط شرکت کاسینا تولید شده بود به دست آمد. این صندلی برای سال‌ها پرفروش بود و سادگی روستایی (نشیمن حصیری) را با پیچیدگی شهری در هم آمیخت. خطوط نرم در تکیه‌گاه‌های چوبی و پایه‌ها امتداد می‌یابند، رنگ، قاب پاپ-آرت قرمز روشن و عناصر طراحی اسکاندیناویایی.»

معماری‌های مجیسترتی در لمباردی (ایتالیا)، عکاسی شده توسط: پائولو مونتی
ساختمان در کورسو اروپا ۲۲، میلان (۱۹۵۷–۱۹۵۵ میلادی)، (جزئیات)ساختمان در کورسو اروپا ۲۲، میلان (۱۹۵۷–۱۹۵۵ میلادی)، (جزئیات)
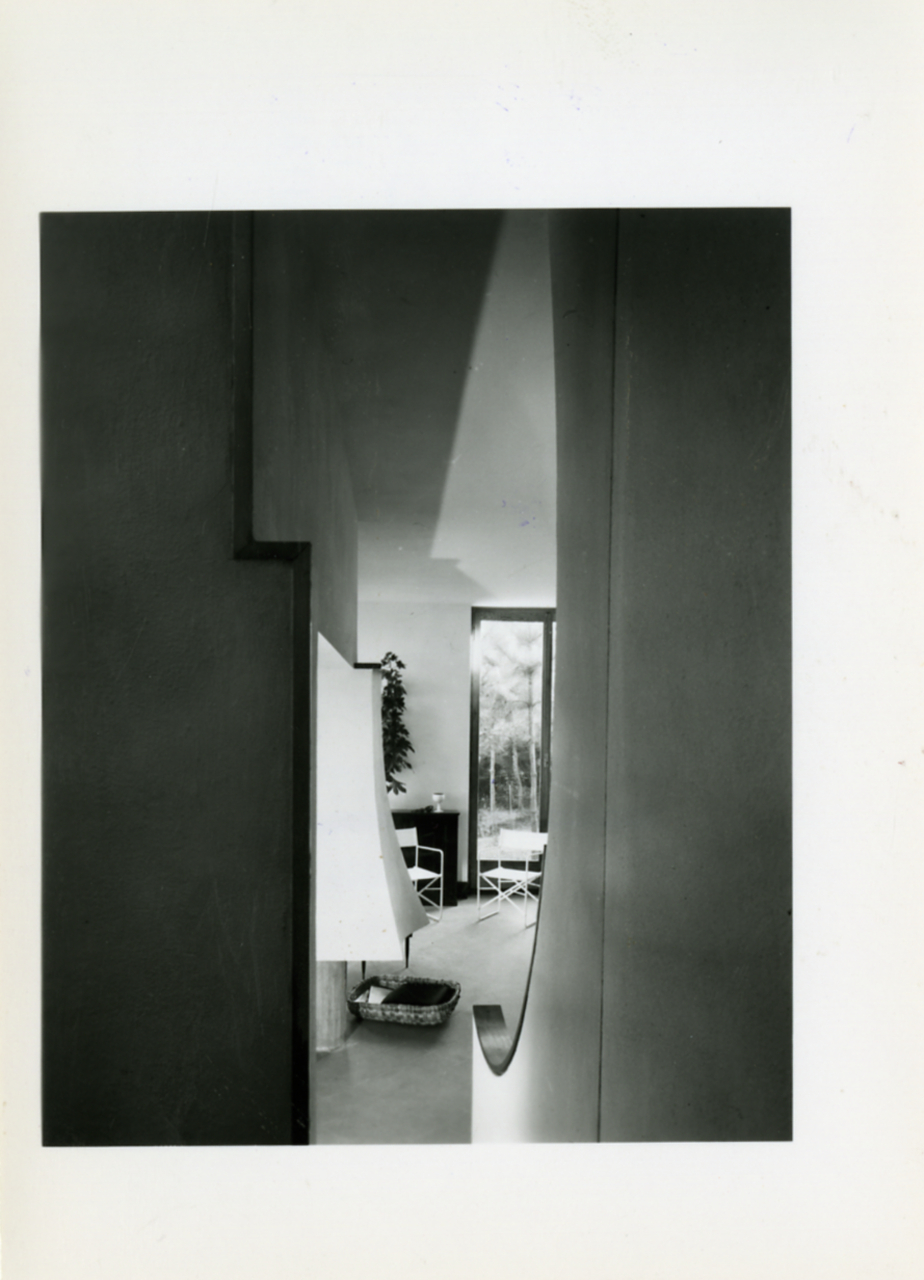
ویلا آروزیو، آرنزانو (۱۹۵۸ میلادی): فضای داخلی
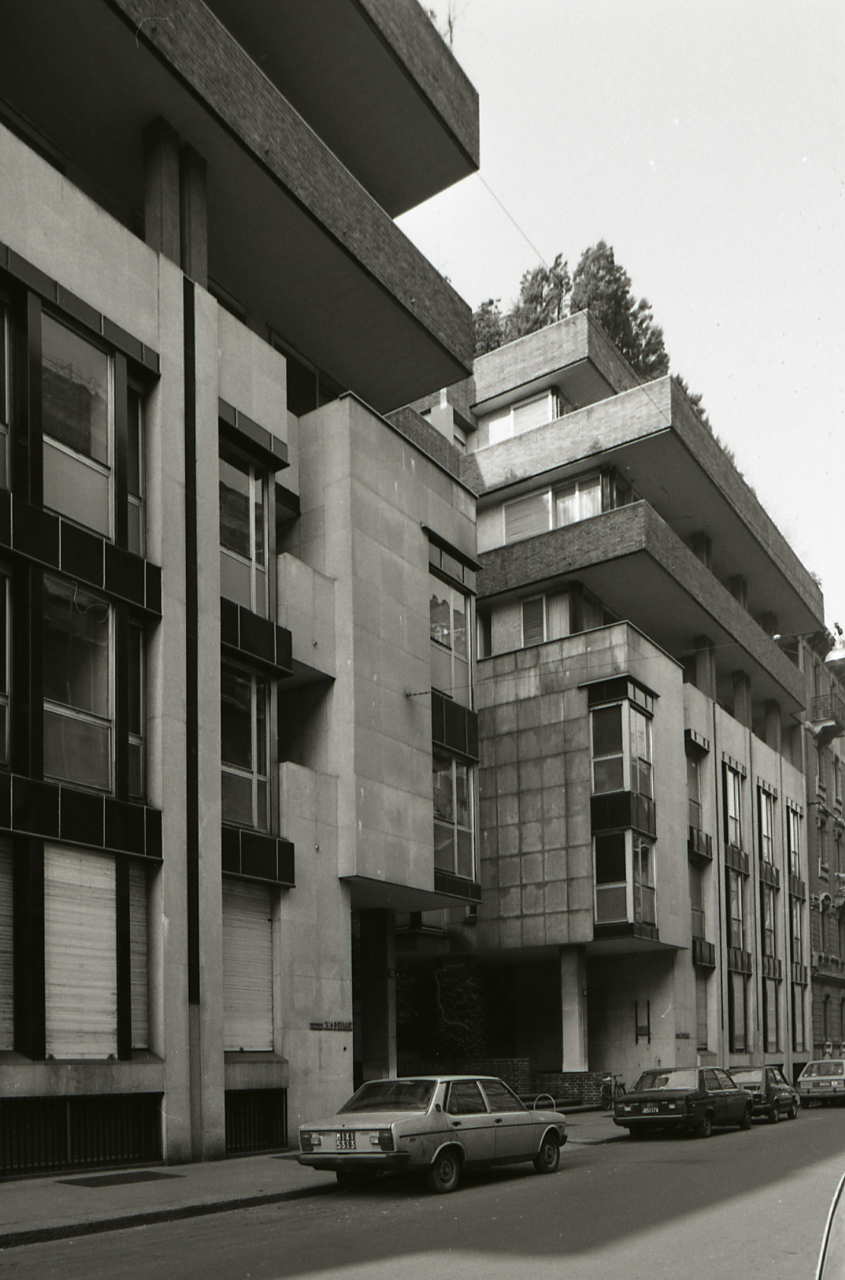
ساختمان در خیابان لئوپاردی، میلان (به همراه گوئیدو ونتزیانی)، ۱۹۶۱ میلادی
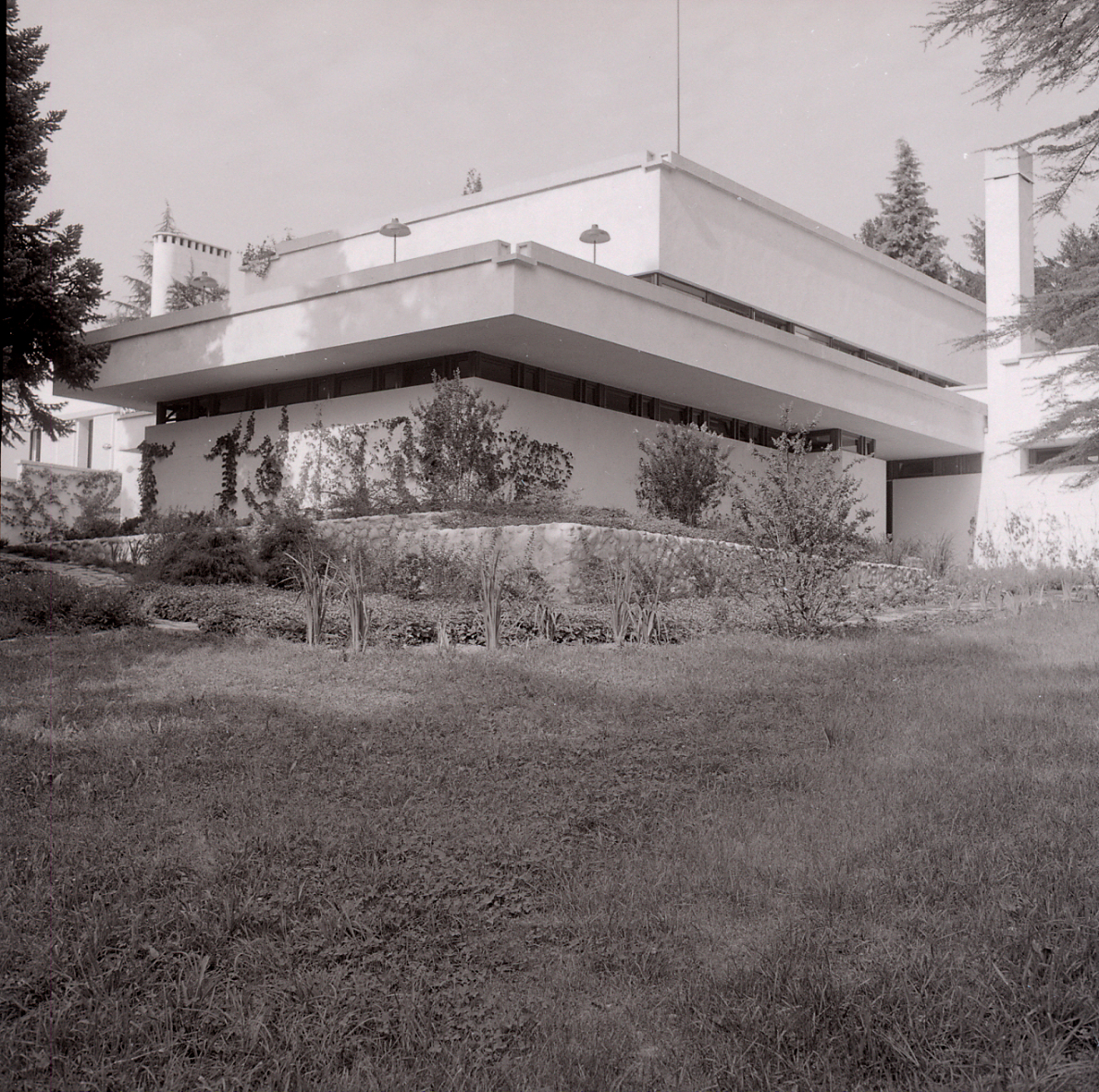
باشگاه گلف کاریماته (به همراه گوئیدو ونتزیانی)
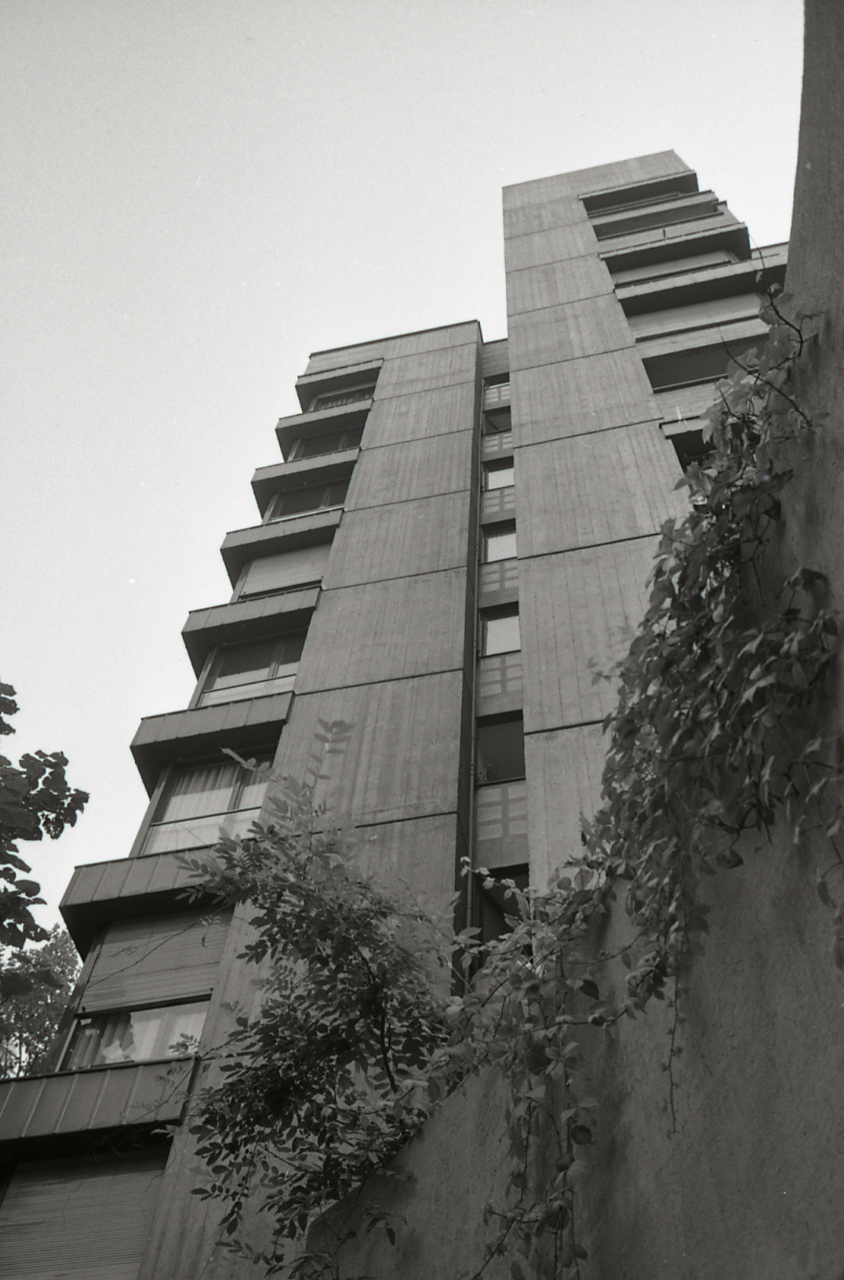
میلان، برج خانه در میدان آکویلیا ۸، ۱۹۶۵–۱۹۶۴ میلادی

### نمایشگاه‌ها در موزه
آثار مجیسترتی در مهم‌ترین موزه‌های بین‌المللی اروپا، آمریکا و ژاپن به نمایش درآمده است. برخی نیز در موزه‌های مختلف نمایشگاه‌های دائمی مانند ام‌اُ‌ام‌ای گنجانده شده‌اند.

### جوایز
ویکو مجیسترتی جوایز زیادی دریافت کرد، از جمله: مدال طلا در تریه‌ناله ۱۹۵۱ میلادی، جایزهٔ بزرگ در تریه‌ناله ۱۹۵۴ میلادی، دو جایزهٔ پرگار طلا در سال‌های ۱۹۶۷ و ۱۹۷۹ میلادی و همچنین مدال طلای انجمن منشور هنرمندان و طراحان صنعتی در سال ۱۹۸۶ میلادی.
| سال  | جایزه                               | اثر نامزد‌شده | دسته | نتیجه      |
| ---- | ----------------------------------- | ------------ | ---- | ---------- |
| ۱۹۵۱ | تریه‌ناله                            | مجیسترتی     |      | مدال طلا   |
| ۱۹۵۴ | تریه‌ناله                            | مجیسترتی     |      | جایزۀ بزرگ |
| ۱۹۶۷ | پرگار طلا                           | مجیسترتی     |      | برنده      |
| ۱۹۷۹ | پرگار طلا                           | مجیسترتی     |      | برنده      |
| ۱۹۸۶ | انجمن منشور هنرمندان و طراحان صنعتی | مجیسترتی     |      | مدال طلا   |

### وابستگی‌ها و مشارکت‌ها
او به مدت ۲۰ سال در کالج سلطنتی هنر لندن تدریس کرد و به عنوان طراح سلطنتی نامزد شد. او همچنین در آکادمی دوموس در میلان تدریس کرد و همچنین عضو افتخاری اتحادیۀ سلطنتی معماران در اسکاتلند بوده‌ است.

## زندگی شخصی، مرگ
همسر مجیسترتی، پائولا در سال ۱۹۹۸ میلادی درگذشت. خود او نیز در ۱۹ سپتامبر ۲۰۰۶ میلادی درگذشت و پسرش استفانو و دخترش سوزانا را از خود به یادگار گذاشت. میراث او توسط بنیاد ویکو مجیسترتی نظارت می‌شود.

## نگارخانه

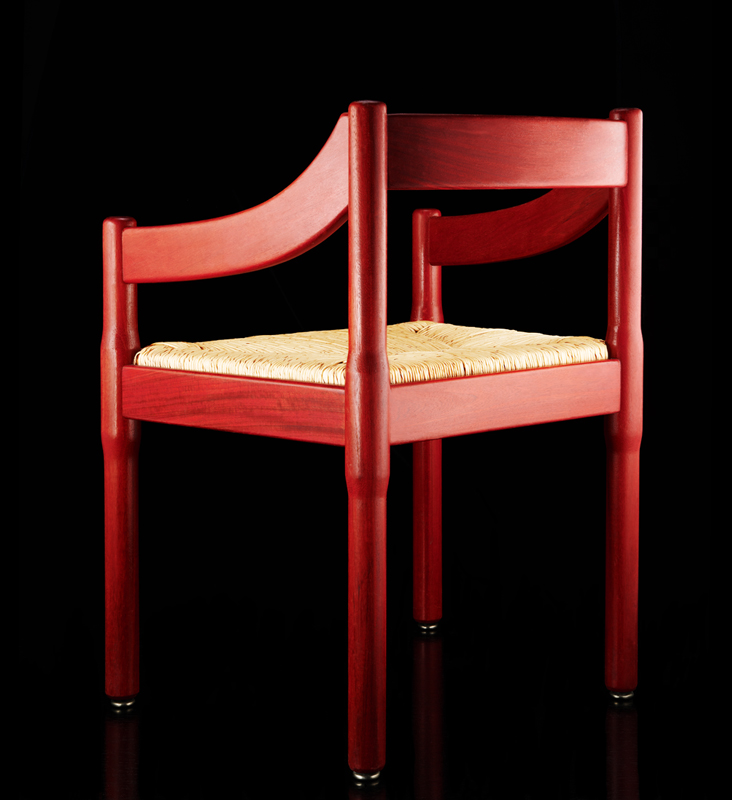
«صندلی کاریماته»، ۱۹۵۹ میلادی، نمای از پشت
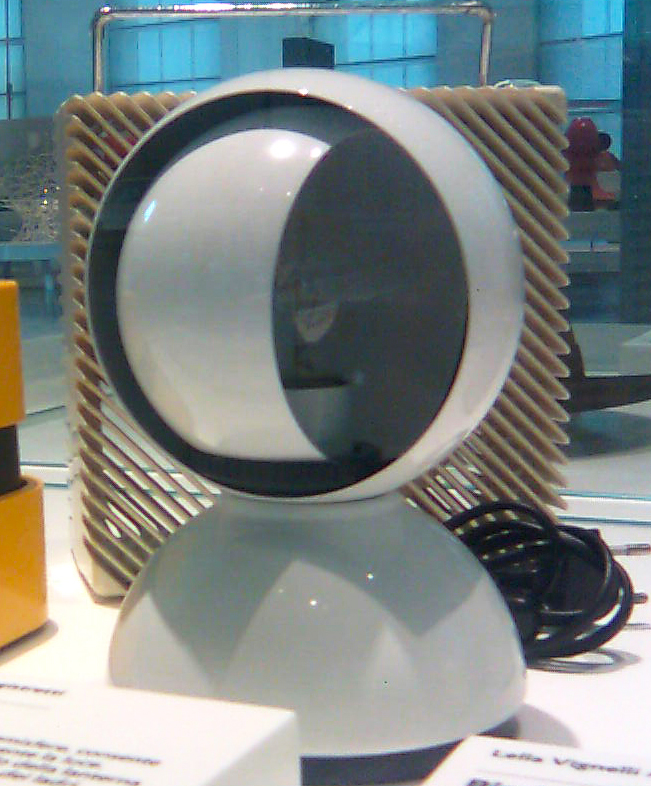
«چراغ اکلیسه»، ۱۹۶۵ میلادی
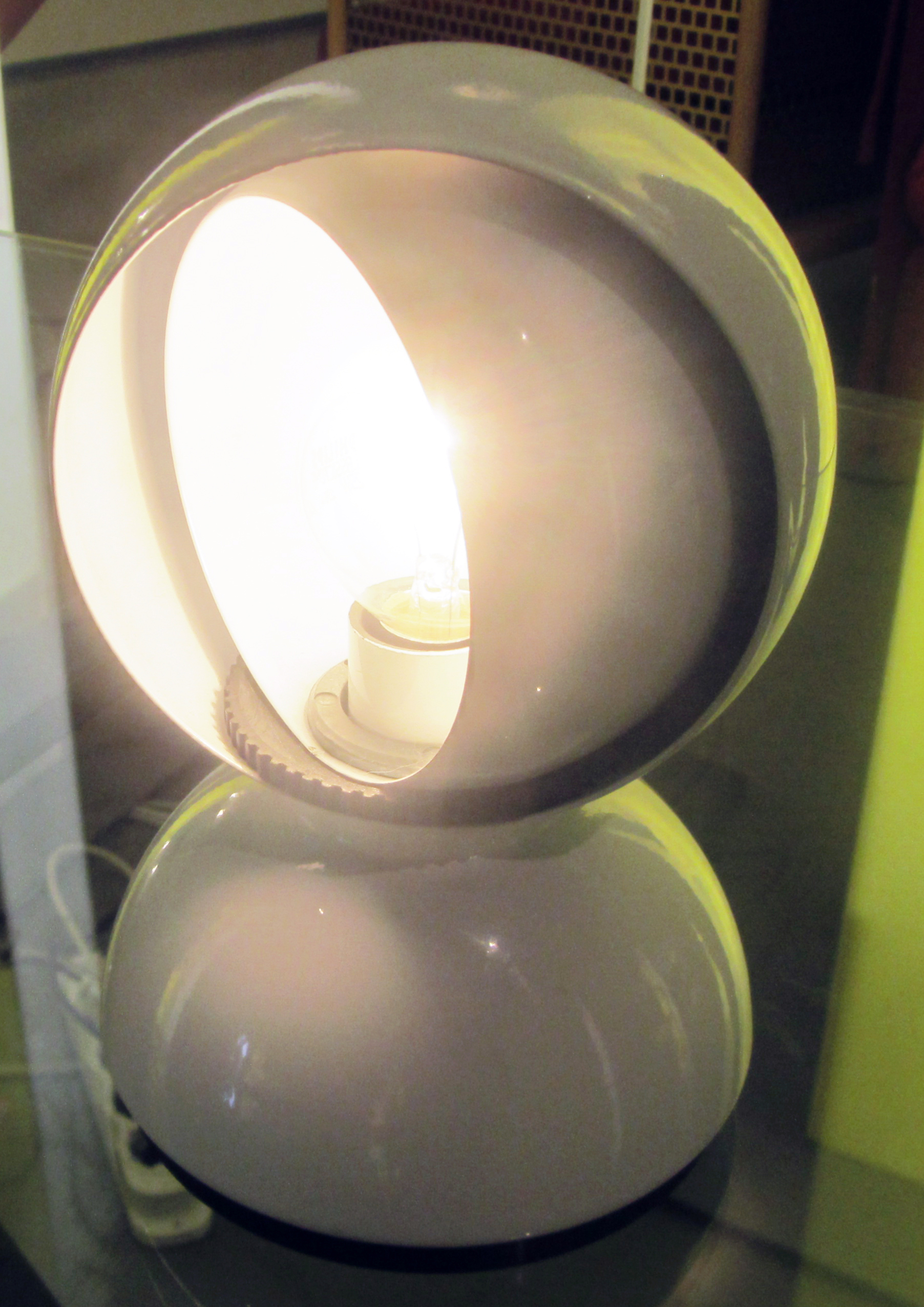
«چراغ اکلیسه»، ۱۹۶۵ میلادی
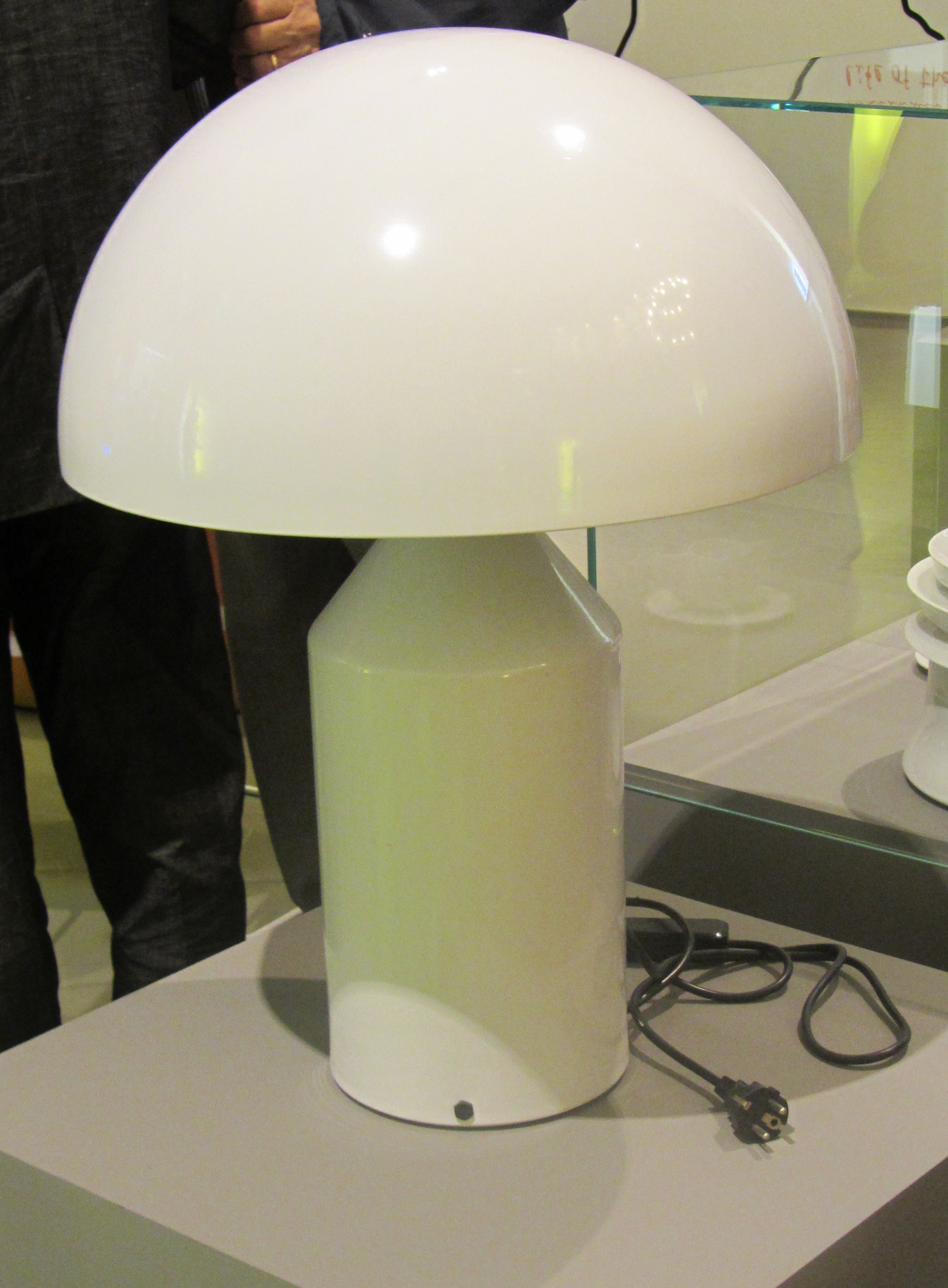
«چراغ اولوچه»، ۱۹۷۷ میلادی
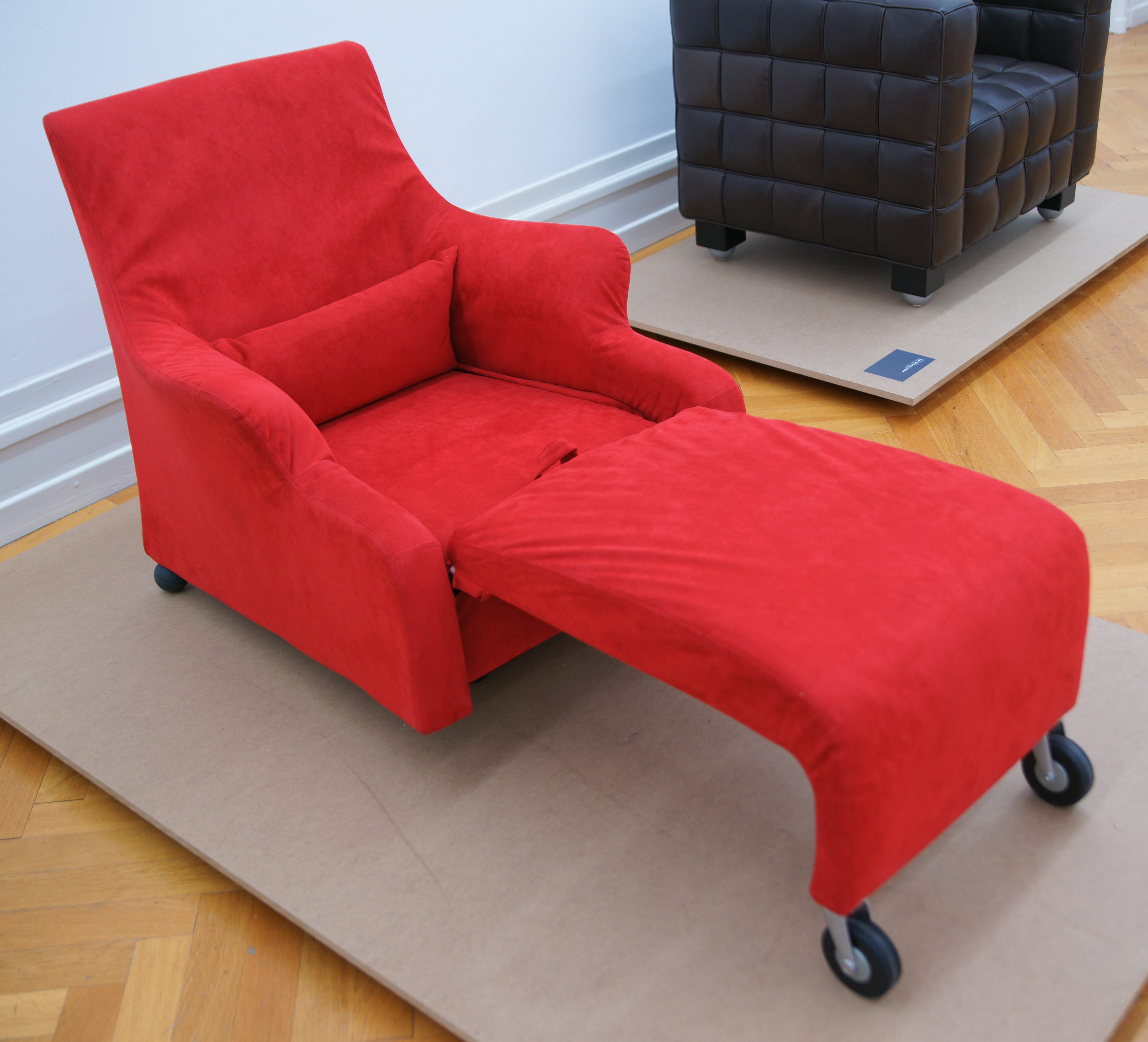
«شیز لونگ»، ۱۹۹۶ میلادی